# Шпанівська сільська територіальна громада
Шпанівська сільська об'єднана територіальна громада — об'єднана територіальна громада в Україні, в Рівненському районі Рівненської області. Адміністративний центр — село Шпанів.
Площа громади — 80,52 км², населення — 10 407 мешканців (2018).
Утворена 11 жовтня 2017 року шляхом об'єднання Великожитинської та Шпанівської сільських рад Рівненського району.

## Населені пункти
До складу громади входять 9 сіл: Бармаки, Великий Житин, Великий Олексин, Зозів, Малий Житин, Малий Олексин, Ходоси, Хотин та Шпанів.